# Stockland Bristol
Stockland Bristol är en by och en civil parish i Somerset i England. Orten har 165 invånare (2011).